# Richmond Landon
Richmond Wilcox (Dick) Landon (Salisbury, 20 november 1898 – Lynbrook, 13 juni 1971) was een Amerikaanse hoogspringer. Hij werd olympisch kampioen en Amerikaans kampioen in deze discipline.

## Loopbaan
Op de Olympische Spelen van Antwerpen in 1920 werd Landon kampioen met 1,935 m. Een jaar later won hij het onderdeel hoogspringen op de Amerikaanse indoorkampioenschappen met een hoogte van 1,85. Hij kon indoor ook zeer hoog springen. Zo won hij samen met Leroy Brown de Millrose Games van 1923 met een verbetering van het wereldindoorrecord tot 1,96 m.
Op de boot naar Antwerpen ontmoette Landon de Amerikaanse olympische schoonspringster Alice Lord, met wie hij in 1922 getrouwd is.
Landon was aangesloten bij de New York Athletic Club.

## Titels
- Olympisch kampioen hoogspringen - 1920
- Amerikaans indoorkampioen hoogspringen - 1921
- IC4A-kampioen hoogspringen - 1919, 1920, 1921

## Persoonlijk record
| Onderdeel    | Prestatie | Datum | Plaats |
| ------------ | --------- | ----- | ------ |
| hoogspringen | 1,962 m   | 1923  |        |

## Palmares

### hoogspringen
- 1919:  IC4A-kamp. - 1,88 m
- 1920:  IC4A-kamp. - 1,93 m
- 1920:  OS - 1,935 m
- 1921:  Amerikaanse indoorkamp. - 1,85 m
- 1921:  IC4A-kamp. - 1,92 m

1896: Ellery Clark ·
1900: Irving Baxter ·
1904: Samuel Jones ·
1908: Harry Porter ·
1912: Alma Richards ·
1920: Richmond Landon ·
1924: Harold Osborn ·
1928: Robert Wade King ·
1932: Duncan McNaughton ·
1936: Cornelius Johnson ·
1948: John Winter ·
1952: Walter Davis ·
1956: Charles Dumas ·
1960: Robert Sjavlakadze ·
1964: Valeri Broemel ·
1968: Dick Fosbury ·
1972: Jüri Tarmak ·
1976: Jacek Wszoła ·
1980: Gerd Wessig ·
1984: Dietmar Mögenburg ·
1988: Hennadi Avdjejenko ·
1992: Javier Sotomayor ·
1996: Charles Austin ·
2000: Sergej Kljoegin ·
2004: Stefan Holm ·
2008: Andrej Silnov ·
2012: Erik Kynard ·
2016: Derek Drouin ·
2020: Gianmarco Tamberi & Mutaz Essa Barshim ·
2024: Hamish Kerr
- Bibliothèque nationale de France: cb16606067r (data)
- International Standard Name Identifier: 0000 0004 5098 1337
- Virtual International Authority File: 316737811